# Jacquetta de Luxemburgo
Jacquetta de Luxemburgo, Condessa de Rivers (1415/16 - 30 de maio de 1472) foi filha mais velha de Pedro I de Luxemburgo, Conde de Saint-Pol, Conversano e Brienne, e sua esposa Margarida de Baux (Margherita del Balzo de Andria).
Ela foi uma figura importante, embora muitas vezes ignorada, na Guerra das Rosas. Em seu primeiro e breve casamento com João de Lencastre, Duque de Bedford, irmão de Henrique V da Inglaterra, ela foi firmemente aliada à Casa de Lancaster. No entanto, após a derrota enfática dos Lancastrianos na Batalha de Towton, ela e seu segundo marido Ricardo Woodville, 1 ° Barão de Rivers, ficaram do lado da Casa de Iorque. Três anos após a batalha e a ascensão ao trono de Eduardo IV da Inglaterra, a filha mais velha de Jacquetta, Isabel Woodville, se casou com ele e se tornou rainha consorte da Inglaterra.
Jacquetta teve 14 filhos com Woodville e foi julgada por acusações de bruxaria, das quais foi exonerada.

## Família
Seu pai Pedro I de Luxemburgo, conde de Saint-Pol, também foi o conde hereditário de Brienne de 1397 até sua morte em 1433. Pedro sucedeu seu pai João de Luxemburgo, senhor de Beauvoir, e sua mãe Margarida de Enghien, que haviam sido Conde e Condessa de Brienne, de 1394 até a sua morte, em 1397. João era descendente de quarta geração de Waleran I de Luxemburgo, Lorde de Ligny, segundo filho de Henrique V do Luxemburgo e Margaret de Bar. Este ramo cadete da Casa de Luxemburgo mantinha Ligny-en-Barrois.
A bisavó paterna de Jacquetta, Mahaut de Châtillon, era descendente de Beatriz de Inglaterra, filha do rei Henrique III de Inglaterra e Eleanor da Provença.:533:542 A mãe de Jacquetta, Margherita del Balzo, era filha de Francesco del Balzo, 1º Duque de Andria e Sueva Orsini.:395:402,538 Sueva descendia de Simão de Montfort, 6.º Conde de Leicester e Leonor da Inglaterra, a filha mais nova do rei João de Inglaterra e Isabel de Angoulême.
Os Luxemburgos reivindicavam a descendência lendária da divindade da água Melusina através de seu ancestral Sigifredo do Luxemburgo (c. 922 - 998). Jacquetta foi prima em quarto lugar de Sigismundo do Luxemburgo, o Sacro Imperador Romano e rei da Boêmia e Hungria.

## Vida
A maior parte da juventude de Jacquetta é um mistério. Ela nasceu quando a fase lancastriana da Guerra dos Cem Anos começou. Seu tio, João II do Luxemburgo, Conde de Ligny, era o chefe da companhia militar que capturou Joana d'Arc. João manteve Joana prisioneira em Beauvoir e depois a vendeu para os ingleses.

## Primeiro casamento
Em 22 de abril de 1433, aos 17 anos, Jacquetta casou-se com João de Lencastre, Duque de Bedford, em Thérouanne. O duque era o terceiro filho do rei Henrique IV de Inglaterra e Maria de Bohun e, portanto, neto de João de Gante, 1º duque de Lancaster, ele próprio o terceiro filho do rei Eduardo III de Inglaterra. O casamento não teve filhos e o duque morreu em 15 de setembro de 1435 em Rouen. Como era habitual na época, após seu segundo casamento, Jacquetta manteve o título de seu primeiro marido e sempre foi conhecida como duquesa de Bedford, sendo este um título mais alto que o de condessa. Jacquetta herdou um terço das terras do duque.

## Segundo casamento
Sir Richard Woodville, filho de Sir Richard Wydeville, que servia como camareiro do falecido duque, foi contratado por Henrique VI de Inglaterra para trazer a jovem viúva de Bedford para a Inglaterra. Durante a jornada, o casal se apaixonou e se casou em segredo, antes de 23 de março de 1437, sem pedir a permissão do rei. Jacquetta recebera terras de herança após a morte de seu primeiro marido, com a condição de que ela não se casasse novamente sem uma licença real. Ao saber do casamento, Henrique VI  recusou-se a vê-los, mas foi aplacado pelo pagamento de uma multa de 1000 libras. O casamento foi longo e muito fecundo: Jacquetta e Richard tiveram catorze filhos, incluindo a futura rainha consorte, Isabel Woodville. O filho primogênito do casal, Luís, faleceu aos 12 anos de idade.
Em meados da década de 1440, os Woodvilles estavam em uma posição poderosa. Jacquetta era parente do rei Henrique e da rainha Margarida por casamento. Sua irmã, Isabelle de Saint Pol, casou-se com o tio de Margarida, Charles du Maine, enquanto Jacquetta era a viúva do tio de Henrique V. Ela superava em hierarquia todas as damas da corte, com exceção da rainha. Como favorita pessoal, ela também gozava de privilégios e influência especiais na corte. Margarida influenciou Henrique para dar a seu marido o Baronato de Rivers em 1448, e ele era um destacado partidário da Casa de Lancaster quando a Guerra das Rosas começou.

## Guerra das Rosas
Os Yorkistas esmagaram os Lancastrianos na Batalha de Towton em 29 de março de 1461, e Eduardo IV, o primeiro rei da Casa de York, assumiu o trono. O marido da filha mais velha de Jacquetta, Isabel, Sir João Grey, havia sido morto um mês antes na Segunda Batalha de St. Albans, uma vitória lancastriana sob o comando de Margarida de Anjou. Em Towton, no entanto, as mesas se voltaram a favor dos Yorkistas.
Eduardo IV conheceu e logo se casou com a viúva Isabel Woodville em segredo; embora a data não seja aceita como exatamente exata, é tradicionalmente dito que ocorreu (na presença apenas de Jacquetta e duas damas) na casa da família Woodville, em Northamptonshire, em 1º de maio de 1464. Isabel foi coroada rainha em 26 de maio de 1465. O casamento, uma vez revelado, arruinou os planos de Ricardo Neville, conde de Warwick, primo de Eduardo, que estava negociando uma aliança tão necessária com a França por meio de um casamento político com Eduardo.
Com Isabel agora rainha da Inglaterra, os Woodvilles alcançaram grande destaque e poder. O marido de Jacquetta, Ricardo, foi declarado Barão de Rivers e nomeado Lorde Tesoureiro em março de 1466. Jacquetta encontrou cônjuges ricos e influentes para seus filhos e ajudou seus netos a alcançar altos cargos. Ela arranjou para o filho de 20 anos, João, casamento com a viúva e muito rica Catarina Neville, duquesa de Norfolk, que era pelo menos 45 anos mais velha que João. A ascensão dos Woodvilles criou hostilidade generalizada entre os Yorkistas, incluindo Warwick e os irmãos do rei Jorge e Ricardo, que estavam sendo deslocados a favor do rei pelos ex-Lancastrianos.
Em 1469, Warwick abertamente rompeu com Eduardo IV e o depôs temporariamente. Barão Rivers e seu filho João foram capturados e executados por Warwick em 12 de agosto em Kenilworth. Jacquetta sobreviveu três anos após a morte do marido e morreu em 1472, com cerca de 56 anos de idade.

## Acusações de Bruxaria
Logo após a execução de seu marido por Warwick, Thomas Wake, um seguidor de Warwick, acusou Jacquetta de bruxaria. Wake trouxe para o castelo de Warwick uma imagem de chumbo "feita como um homem de armas ... quebrada no meio e enrolada com um arame", e alegou que Jacquetta o modelara para bruxaria e feitiçaria. Ele alegou que a imagem havia sido encontrada por "uma pessoa honesta" Harry Kyngeston, de Stoke Bruerne, Northamptonshire, em sua casa após a partida dos soldados, que a entregaram ao secretário paroquial João Daunger, de Shutlanger. Daunger poderia atestar que Jacquetta havia feito outras duas imagens, uma para o rei e outra para a rainha. O caso desmoronou quando Warwick libertou Eduardo IV da custódia, e Jacquetta foi apurada pelo grande conselho do rei das acusações em 21 de fevereiro de 1470. Em 1484, Ricardo III de Inglaterra, no ato conhecido como Titulus Regius, reviveu as acusações de bruxaria contra Jacquetta depois de morta, quando ele alegou que ela e Isabel haviam conseguido o casamento de Isabel com Eduardo IV por meio de bruxaria; no entanto, Ricardo III nunca ofereceu nenhuma prova para apoiar suas afirmações.

## Herança
Através de sua filha Isabel, Jacquetta foi a avó materna de Isabel de Iorque, esposa e rainha de Henrique VII de Inglaterra e, portanto, uma ancestral de todos os monarcas ingleses subsequentes.

## Filhos
1. Isabel Woodville, Rainha consorte da Inglaterra (c. 1437 - 8 de junho de 1492), casada primeiro com João Grey, e depois com Eduardo IV de Inglaterra .
2. Lewis Woodville (c. 1438), morreu na infância.
3. Anna Woodville (1438/9 - 30 de julho de 1489), casou-se primeiro com William Bourchier, visconde Bourchier, segundo Jorge Grey, 2º Conde de Kent.
4. Antonio Woodville, 2º Barão Rivers (c. 1440 - 25 de junho de 1483), casado primeiro com Isabel Scales, 8ª Baronesa Scales, e depois com Maria Fitzlewis; e não casou-se com Gwenllian Stradling, mãe de Margarida.
5. João Woodville (c. 1444 - 12 de agosto de 1469), casado com Lady Catarina Neville, duquesa viúva de Norfolk.
6. Jacquetta Woodville (1445–1509), casada com John le Strange, 8º Lord Strange # Barões Estranhos (de / de Knockin), Segunda Criação (1299) | Barão Estranho de Knockin.
7. Lionel Woodville | Lionel Woodville, bispo de Salisbury (c. 1446 - junho de 1484).
8. Eleanor Woodville (m. 1512), casada com Sir Anthony Gray, filho de Edmund Gray, 1º conde de Kent.
9. Margarida Woodville (c. 1450 - 1490/1), casada com Thomas Fitzalan, 17º Conde de Arundel.
10. Marta Woodville (m. 1500), casada com Sir João Bromley de Baddington.
11. Ricardo Woodville, 3º Barão Rivers (1453 - março de 1491).
12. Eduardo Woodville, Lorde Scales (1454/8 - 28 de julho de 1488).
13. Maria Woodville (c. 1456 - 1481), casada com William Herbert, 2º Conde de Pembroke.
14. Catarina Woodville (c. 1458 - 18 de maio de 1497), casou-se primeiro Henrique Stafford, 2º duque de Buckingham, e depois com  Jasper Tudor, duque de Bedford, e por último com Sir Ricardo Wingfield.[9]

A Visitação de Buckinghamshire de 1566 menciona o casamento de William Dormer de Wycombe (mais tarde da Casa de Ascott) com "Agnes, da. de Sir Ricardo Woodville, Erle Ryvers", mas não diz se o pai era o primeiro ou o terceiro conde, quem era a mãe ou se Agnes era legítima.

## Em ficção

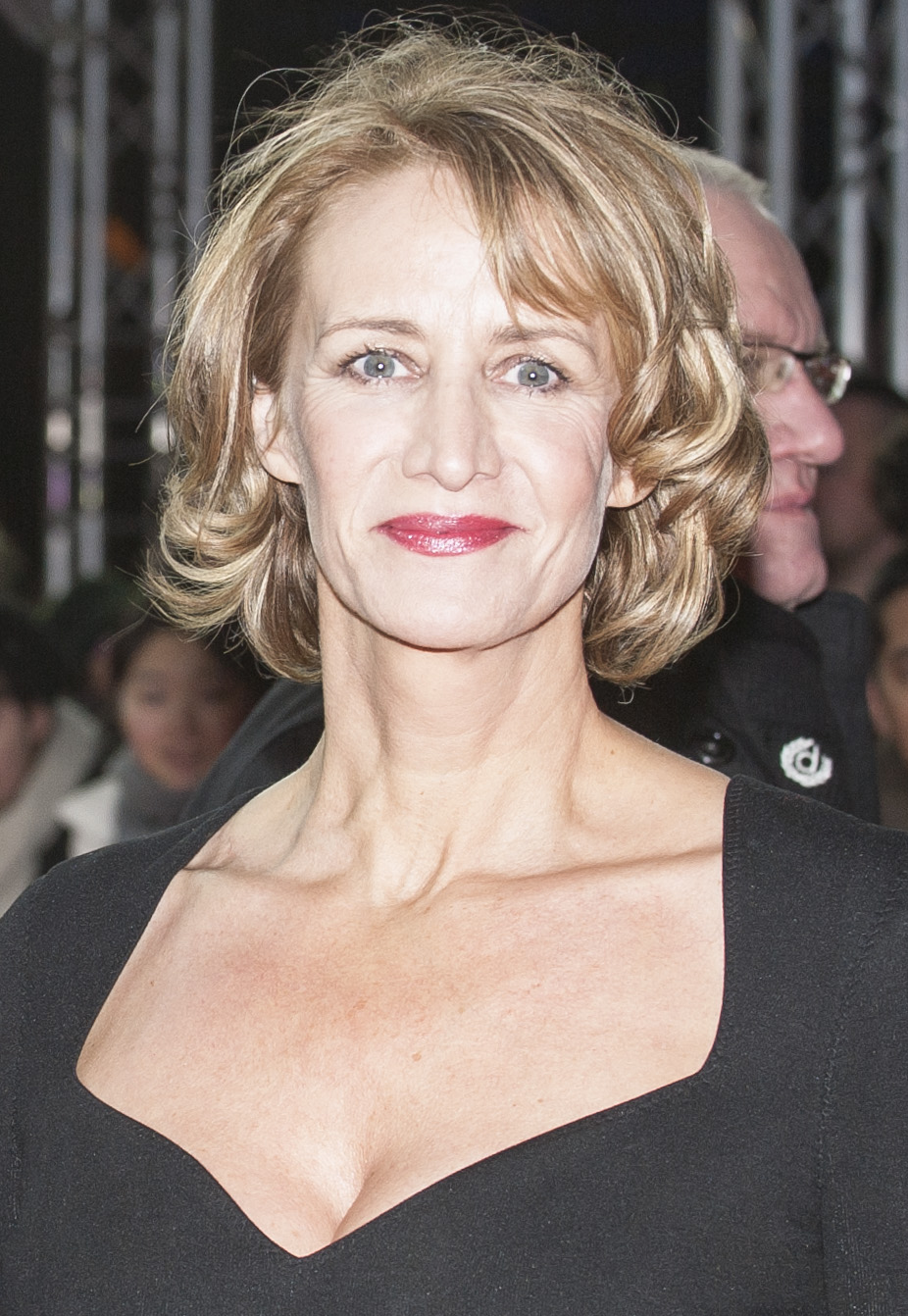
Janet McTeer, atriz que interpretou Jacquetta na adaptação da série de televisão BBC One / Starz de 2013, The White Queen.

Jacquetta é a personagem principal do romance de Philippa Gregory, The White Queen, de 2009, um relato ficcional da vida de sua filha mais velha, Isabel. No livro, Jacquetta é retratada como de fato tendo se interessado bastante pela bruxaria, exibindo o que parece ser um poder real. Ela também é a protagonista principal do romance de Gregory, de 2011, A Senhora das Águas. Os trabalhos de Gregory exploram a alegação histórica da família de Jacquetta de que eles eram descendentes da divindade da água Melusine. Gregory usa os laços tênues de Jacquetta com Melusine e Joana D'Arc para aumentar seus laços em potencial com a bruxaria. Na adaptação da série de televisão BBC One / Starz de 2013, The White Queen, Jacquetta é interpretada pela atriz Janet McTeer. Jacquetta também é um personagem importante no quinto romance de "Player Joliffe", de Margaret Frazer, A Play of Treachery (2009). A história se passa em 1435-6, após a morte de seu primeiro marido, João, duque de Bedford. Este romance histórico conta uma história sobre seu casamento com Sir Ricardo Woodville. Não há menção à bruxaria neste romance. Jacquetta também é um personagem proeminente em O Último dos Barões (1843), um romance de Edward Bulwer-Lytton (1803-1873). O título do livro é uma referência a Ricardo Neville, conde de Warwick.